# Концентрический пучок

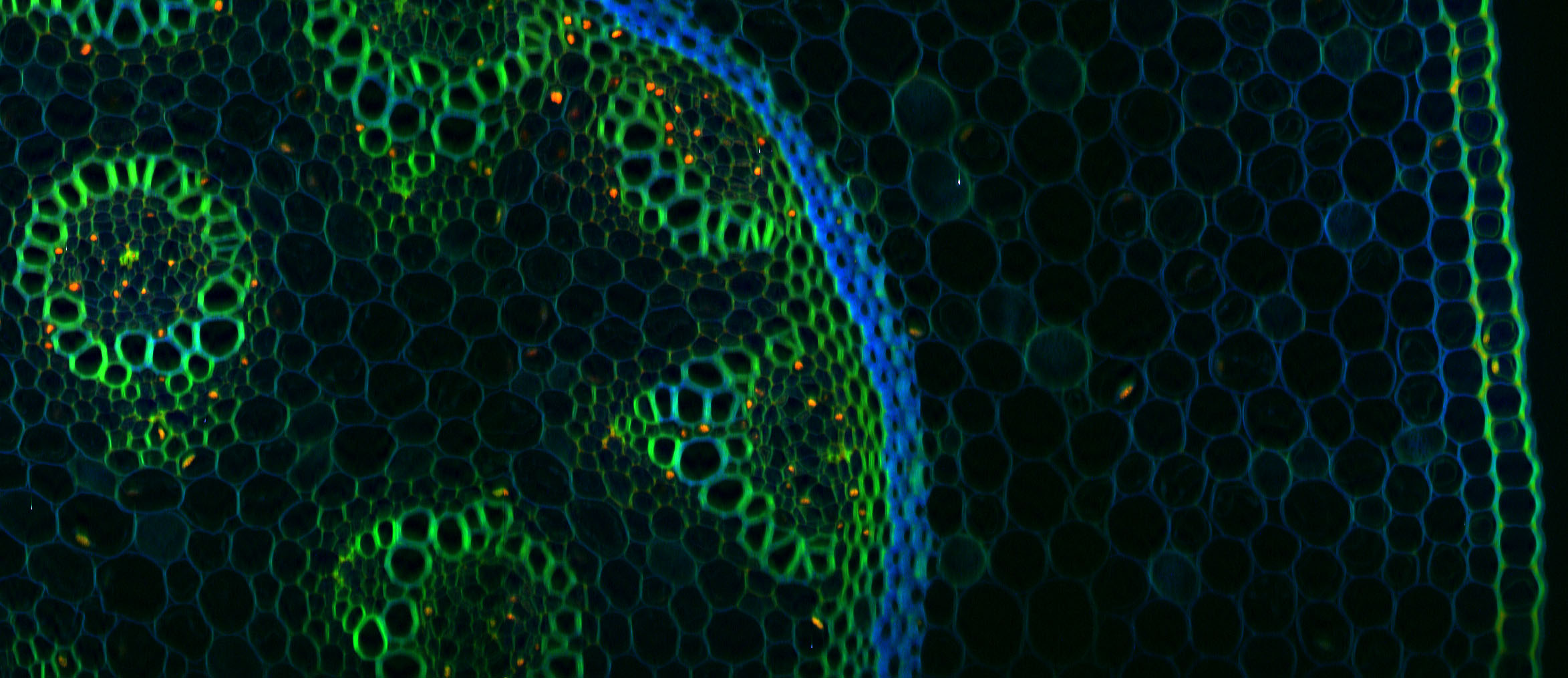
Амфивазальные и коллатеральные, примыкающие к перициклу, пучки в корневище ландыша

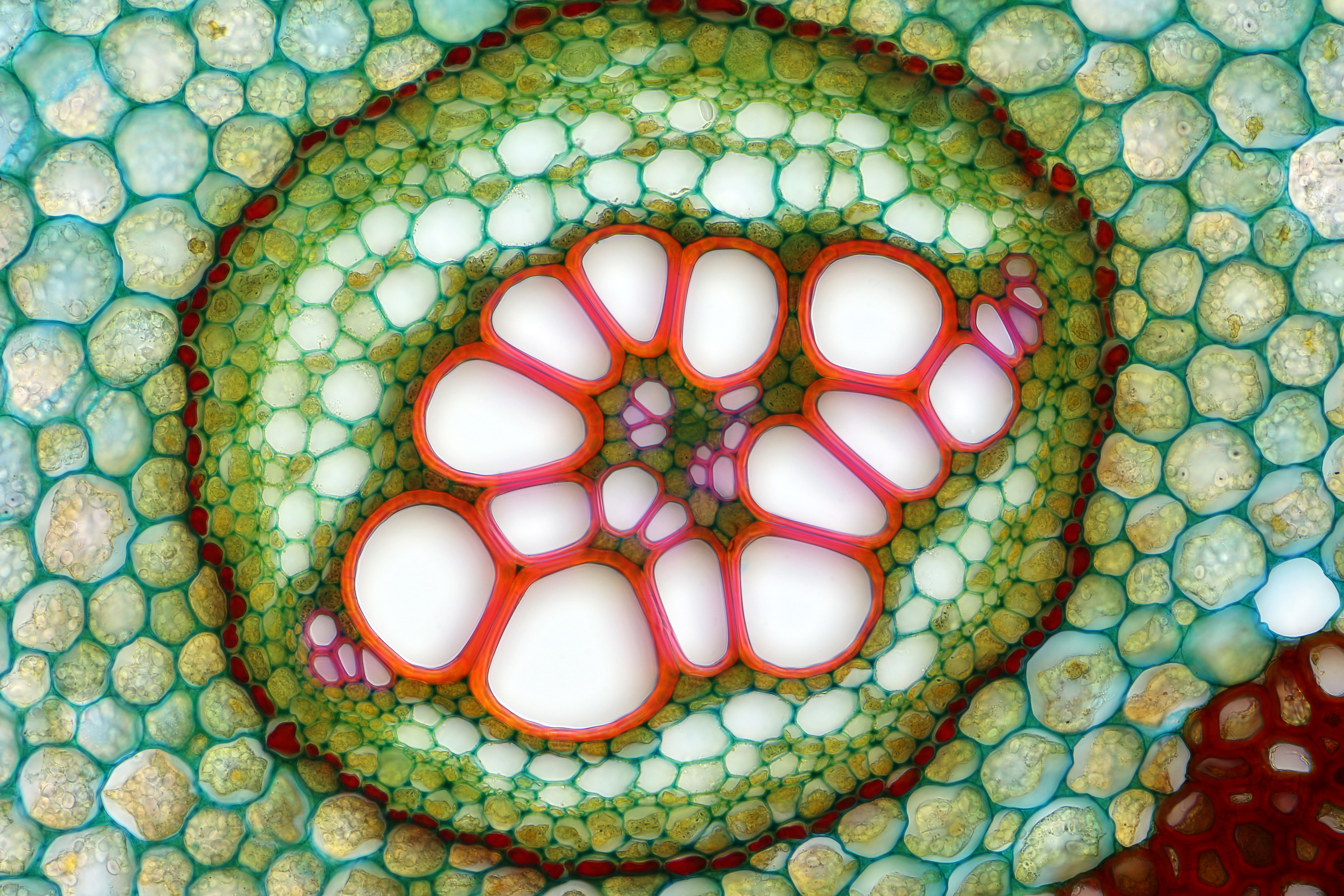
Амфикрибральный пучок в корневище орляка

Концентрический пучок — у сосудистых растений сложный пучок проводящих тканей древесины (ксилемы) и луба (флоэмы), в котором одна из основных составляющих частей занимает середину, а другая — окружает её со всех сторон. Концентрический пучок, в котором луб полностью окружает древесину, называется амфикрибральным, а в котором древесина полностью окружает луб — амфивазальным. Является закрытым — камбий в нём отсутствует. Встречается в стеблях и листьях некоторых папоротников, а также у однодольных покрытосеменных растений. Поперечный разрез концентрического пучка имеет форму круга или вытянутого овала (то есть в поперечнике такой пучок имеет концентрическую структуру, отчего и получил своё название).